# David Tang
Pour les articles homonymes, voir Tang.
David Tang, de son vrai nom Tang Wing-cheung (鄧永鏘, 2 août 1954 - 29 août 2017), est un homme d'affaires et philanthrope hongkongais, célèbre pour avoir fondé la maison de luxe Shanghai Tang (en) en 1994, qu'il a revendu à Richemont en 1998.
Fait chevalier de l'ordre de l'Empire britannique en 2008, il avait également été fait chevalier de l'ordre des Arts et des Lettres par le gouvernement français en 1995.

## Biographie
Tang est né dans une famille riche et influente de Hong Kong. Son grand-père, Tang Shiu-kin (en), est l'un des cofondateurs de la compagnie Kowloon Motor Bus (en) et est considéré comme l'« un des plus grands philanthropes de Hong Kong ». À l'âge de 12 ans, il déménage avec ses parents en Angleterre. Après ses études primaires au La Salle College (en), Tang est envoyé étudier à la Perse School (en) de Cambridge. Il déclarera plus tard qu'à « l'âge de 13 ans, il était à peine capable de prononcer un mot d'anglais ». Ces deux faits sont incertains car il n'apparaît sur aucune photo de la Perse school avant ses 15 ans et son ancienne école enseignait l'anglais. Après avoir quitté l'école en 1973, il étudie la philosophie et le droit au King's College de Londres.

### Carrière
Tang commence sa carrière dans le cabinet d'avocats de son grand-père. Il rejoint le cabinet d'avocats londonien Macfarlanes (en) en tant qu'avocat stagiaire et où il est décrit par l'associé principal de l'époque Vanni Treves (en) comme quelqu'un de « confiant, vif d'esprit et drôle », ainsi que « joliment indiscipliné et peu fiable ». D'un commun accord, il quitte l'entreprise après quelques mois sans terminer son contrat de formation, et change de cheminement de carrière en rejoignant la Swire Pacific Limited. Il fonde le China Club (en) de Hong Kong, Pékin, et Singapour, la chaîne de luxe Shanghai Tang (en),, Havana House et la Pacific Cigar Company Ltd (en) (le distributeur exclusif de tous les cigares cubains en Asie-Pacifique). Plus récemment, il fonde le Cipriani (en) de Hong Kong et le restaurant China Tang (en) au Dorchester Hotel de Londres. Tang est également administrateur et conseiller de plusieurs conseils d'administration, notamment de Tommy Hilfiger.
En 1983–84, il enseigne la littérature et la philosophie anglaises à l'université de Pékin.

### Dernières années
En août 2017, le journal Asia Times rapporte que Tang a organisé une fête d'adieu au Dorchester Hotel de London étant donné que les médecins ne lui ont donné plus qu'un mois ou deux à vivre. Cependant, avant que la fête d'adieu puisse avoir lieu, Tang meurt le 29 août 2017 d'un cancer du foie, quatre semaines après son 63e anniversaire, laissant derrière lui sa femme Lucy et ses deux enfants, Victoria et Edward, d'un premier mariage avec Susanna Cheung.

## Distinctions
Tang est fait chevalier de l'ordre de l'Empire britannique lors des honneurs du Nouvel An 2008 (en). Il est également fait chevalier de l'ordre des Arts et des Lettres par le gouvernement français en 1995. Il reçoit le prix d'excellence en art et design aux Asian Awards (en) en 2014.

## Autres activités
David Tang est le consul honoraire de Cuba à Hong Kong,, et rédigeait, de temps en temps, des articles pour des journaux.
Il est invité à écrire une chronique hebdomadaire en anglais pour le journal sinophone hongkongais Apple Daily. Une sélection de ses articles est publiée en 2006 dans le recueil An Apple a Week. Il contribue également à une chronique intitulée « Oncle de l'agonie » dans l'édition du week-end du Financial Times, dans laquelle il répond aux dilemmes sociaux des lecteurs.
En 2011, Tang fonde le site internet ICorrect.com où les célébrités peuvent publier des correctifs et des réfutations d'informations incorrectes diffusées sur la toile.

## Soutien au mouvement pro-démocratie de Hong Kong
Tang n'hésite à s'exprimer, parfois de manière cinglante, contre le gouvernement de Hong Kong. Il est particulièrement irrité par son intransigeance sur la réforme démocratique. Dans un discours prononcé le 18 février 2016 devant le Foreign Correspondents' Club de Hong Kong, il déclare, en référence au discours politique du chef de l'exécutif de Hong Kong, Leung Chun-ying :

« Quiconque a écrit ce discours du chef de l'exécutif, s'il ne l'a pas écrit lui-même, doit être un comique ; ou peut-être un singe qui a accidentellement tapé ces mots sur une machine à écrire. Tout cela démontre selon moi le manque de sincérité de notre chef de l'exécutif et de notre gouvernement, et le mépris avec lequel ils nous considèrent, nous les citoyens de Hong Kong. [...] Notre gouvernement a pris ses distances avec le peuple de Hong Kong et il doit anticiper les problèmes. Déjà, il y a plus d'un million de personnes à Hong Kong prises au piège de la pauvreté et elles ne peuvent être qu'insatisfaites du gouvernement. Il est tout simplement désagréable que dans une communauté prospère comme Hong Kong, plus de 15% de notre population vive en dessous du seuil de pauvreté. C'est un état de fait honteux, scandaleux si vous voulez mon avis. Ensuite, il y a eu le mouvement des parapluies, qui a clairement montré la résolution de nombreuses personnes ordinaires à prendre sérieusement le pouvoir démocratique, et leur mécontentement ne peut que s'accroître par la défaite de la réforme sur le suffrage universel au LegCo. »

## Livres
- Rules for Modern Life: A Connoisseur's Survival Guide, Portfolio Penguin, 2016
- A Chink in the Armour, Enrich Publications, 2010 (seconde édition)
- An Apple a Week, Next Publications, 2007 (troisième édition)
- East Meets West: Global Design for Contemporary Interiors, Conran, 1998 (Kelly Hoppen (en)), préface
- Quotations from Chairman Uncle Dave, imprimé sur fonds privés